# Ворсинов, Григорий Трофимович
Григорий Трофимович Ворсинов (укр. Григорій Трохимович Ворсінов; 23 октября 1935, село Липчанка — 8 декабря 2005, Днепропетровск) — украинский юрист, прокурор. С 19 октября 1995 по 22 июля 1997 года — Генеральный прокурор Украины. Государственный советник юстиции Украины. Заслуженный юрист Украины (1994).

## Биография
В 1961 году окончил Саратовский юридический институт.
Работал в органах прокуратуры Луганской и Днепропетровской областей на должностях следователя, помощника прокурора района и города, районного прокурора.
С 1975 по 1985 год прокурор Луганска, с 1985 по 1991 год прокурор Днепропетровска, а с 1991 по 1995 год прокурор Днепропетровской области.
С 19 октября 1995 по 22 июля 1997 года Генеральный прокурор Украины. Затем работал советником председателя Днепропетровской областной государственной администрации.
Скончался 8 декабря 2005 года, похоронен на Запорожском кладбище города Днепра.